# Tjapko (voornaam)
Tjapko is een Nederlandse voornaam voor jongens. De naam is afgeleid van de voornaam Tabe.

## Bekende naamdragers
- Tjapko van Bergen, Nederlands roeier
- Tjapko Poppens, Nederlands VVD-politicus
- Tjapko Struik, Nederlands schaker
- Tjapko Teuben, Nederlands voetballer